# Cameri
Pour le théâtre de Tel-Aviv, voir Cameri Theatre.
Cameri est une commune de la province de Novare dans le Piémont en Italie. En 2016, sa population est de 11 020 habitants.

## Géographie
Cameri est à environ 7 km du centre de Novare, à 50 km de Milan, 100 km de Turin et 25 km de l'aéroport de Milan Malpensa. La distance entre les lacs Majeur et d'Orta est respectivement de 28 et 40 km.
Le territoire communal borde la ville métropolitaine de Milan, il est délimité par la rivière Tessin et le Terdoppio, est traversé par le canale Regina Elena (it) et le canale Cavour.
En association avec 11 autres municipalités, Cameri fait partie du parc naturel de la vallée du Tessin.

## Histoire

### Les origines
Les premiers habitants du territoire de Cameri étaient les Ligures, mais il existe plusieurs versions concernant les origines du nom.
Une première attribue le nom de Cameri au « Campo di marte » (champ de Mars), lieu près du Tessin où Scipion a arrêté Hannibal lors d'une bataille. Une autre interprétation est que le nom dérive de « Campo Raudio » une plaine entre le Tessin et la Sesia où Caius Marius a vaincu les Cimbres. L'hypothèse la plus crédible dérive du « Castra Marii » (le camp de Marius) où le chef devrait rencontrer les Cimbres, mais la confrontation a eu lieu à proximité de Verceil.

### Les confréries
Les confréries sont des associations d'origine médiévale dont le but principal était la promotion et la diffusion de la religion catholique. À Cameri, il y avait trois organisations: les Blancs, les Rouges et les Azurs dont les noms viennent de la couleur des vêtements qui étaient portés pendant les fonctions religieuses liées à leurs églises respectives.

### Mussolini à Cameri
Le 18 mai 1939, Benito Mussolini visite Cameri. En voiture depuis Novare, le Duce est allé à l'aéroport où il a visité les locaux de l'entreprise Cansa, une société de construction aéronautique. L'aéroport ouvre toujours un village aéronautique du nom Giovanni Magistrini. 
Il est ensuite allé pendant l'après-midi dans la ville, et a pris part à la pose de la première pierre de la Casa Littoria dédiée à Costanzo Ciano.

## Économie
Municipalité industrielle, Cameri abrite sur son territoire diverses productions: une multinationale dans le domaine des véhicules utilitaires lourds (Meritor), une multinationale pharmaceutique et des fabricants de Gorgonzola. 
Parmi les entreprises petites et moyennes, la région est représentée aujourd'hui par des petits établissements vinicoles, et de céramique. Cette dernière est introduite dans la région en 1950 par la entreprise toscane Zulimo Aretini (1884-1965) qui a formé le « C.A.S.A. - Art Céramique Aretini S.p.A. » qui est devenu plus tard « C.A.S.A. industrie céramique » a cessé ses activités au cours des années 1990. 
En ce qui concerne les autres secteurs économiques, il s'y trouve des fermes et des industries de services telles que la logistique avec la présence de « Kuehne + Nagel ».

## Lieux et monuments
De nombreuses églises et oratoires se trouvent sur la commune. La plus grande est l'église paroissiale San Michele Arcangelo, Piazza Dante Alighieri. Extension de l'ancien bâtiment construit à la fin du XVIe siècle, l'aspect actuel est dû à l'ingénieur du projet Michele Mazzucchelli. L'église a été construite entre 1845-1852, l'année même de sa consécration.
La villa Picchetta fait partie d'un grand domaine dans la vallée du Tessin. Le domaine a été donné au XVIe siècle à la famille espagnole du Cid. La villa est aujourd'hui la propriété de la région du Piémont et accueille le siège du parc naturel du Tessin
Le monument des Alpins, piazza don Cleto Valli, inauguré en 2007 est une sculpture en acier inoxydable réalisée par Enzo Rossi. L'œuvre, qui a nécessité deux années de travail, est érigée à une hauteur de sept mètres et représente la symbologie typique des Alpins dans un cercle: le sac à dos, le chapeau, la chaussure et le drapeau italien. Le titre est "Sulle cime un varco e..." (sur les sommets et au travers).

### L'aéroport militaire

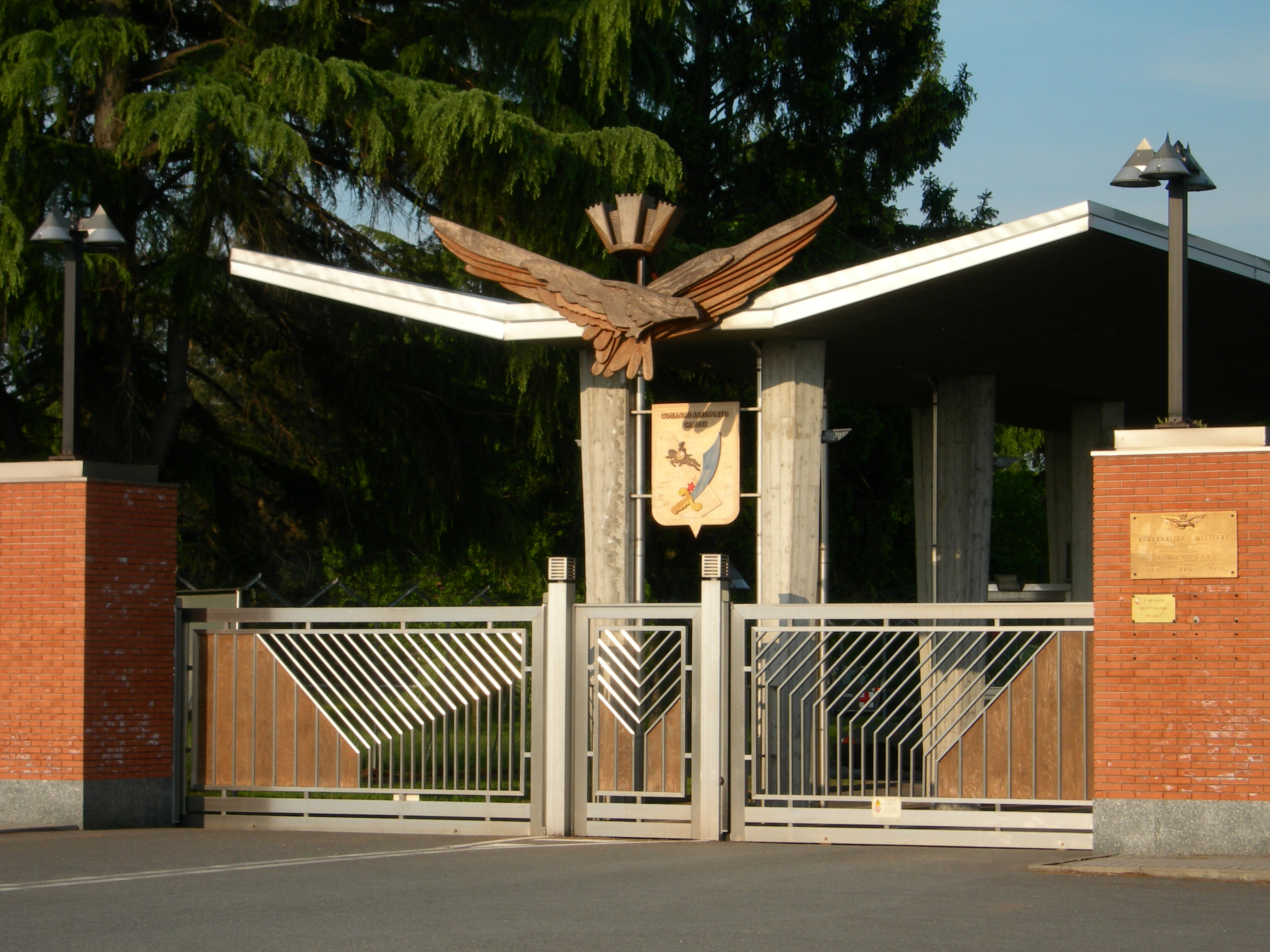
L'entrée de l'aéroport

L'existence de l'aéroport militaire de Cameri remonte à 1909 grâce au travail de l'ingénieur français Clovis Thouvenot. À la suite Thouvenot. Giuseppe Gabardini y a promu et développé des activités en particulier la création d'une école de pilotage. 
Pendant la Seconde Guerre mondiale, après le 8 septembre 1943, l'aéroport a été occupée par les Allemands qui cherchent à améliorer la structure avec la construction de deux nouvelles pistes en béton. Le 11 avril 1945, la Luftwaffe a abandonné les pistes et a dynamité les bâtiments à l'exception du bâtiment de commandement. Après la guerre, a commencé la reconstruction qui permettra à la base aérienne d'accueillir différents services, y compris l'équipe acrobatiques des Lanceri Neri (it) (près de l'entrée de l'aéroport se trouve un North American F-86 Sabre, qui appartenait aux Lanceri) et de 1967 à 1999 s'y trouvait l'unité du 53º Stormo (it). Aujourd'hui, l'aéroport de Cameri abrite le 1er RMV (Service de maintenance aéronautique) qui traite de l'entretien des Panavia Tornado et de l'Eurofighter Typhoon. L'aéroport est également utilisé comme base pour les essais d'hélicoptères Agusta.

## Administration
| Période                                  | Période  | Identité      | Étiquette | Qualité |
| ---------------------------------------- | -------- | ------------- | --------- | ------- |
| 26 mai 2014                              | En cours | Valeria Galli |           |         |
| Les données manquantes sont à compléter. |          |               |           |         |

### Communes limitrophes
Bellinzago Novarese, Caltignaga, Castano Primo, Galliate, Nosate, Novare, Turbigo

## Jumelage
- Vännäs (Suède) depuis 2003